# Xã Maine, Quận Otter Tail, Minnesota
Xã Maine (tiếng Anh: Maine Township) là một xã thuộc quận Otter Tail, tiểu bang Minnesota, Hoa Kỳ. Năm 2010, dân số của xã này là 653 người.